# Moiad
Moiad – wieś w Rumunii, w okręgu Sălaj, w gminie Sărmășag. W 2011 roku liczyła 197 mieszkańców.